# Ray Charles
 For alternative betydninger, se Ray Charles (flertydig). (Se også artikler, som begynder med Ray Charles)
Ray Charles Robinson (født 23. september 1930, død 10. juni 2004) var en  amerikansk musiker. I en alder af 7 blev han blind, og han mistede begge sine forældre da han var 15.
Ray Charles døde i sit hjem i Beverly Hills i USA som følge af komplikationer i forbindelse med en leversygdom.
Ray Charles var højt anerkendt og medvirkede bl.a. i Blues Brothers-filmen, hvor han spillede rollen som en sælger og ejer af en musikbutik – Ray's Music Exchange og han sang Shake Your Tailfeather.
Der er blevet lavet en biografi om Ray Charles i filmen Ray med Jamie Foxx i hovedrollen som Ray Charles.
I alt vandt Ray Charles 12 grammyer i perioden 1960 til 1966.
Ray Charles var bl.a. i Danmark under jazzfestivallen i 2003, hvor han optrådte i Tivoli.

## Barndom
Ray Charles blev født den 23. september 1930 i Albany i Georgia, men voksede op i Greenville i Florida. Han startede med at spille klaver som 3-årig, og begyndte at blive blind som 5-årig på grund af en sygdom. Han blev ikke behandlet for sygdommen og det resulterede i at han som 7-årig var helt blind. Ray Charles havde en meget hård barndom, og det blev værre da han som 15-årig blev forældreløs. 
Han gik på St. Augustine-skolen for døve og blinde, og da han gik ud begyndte han at spille i en række forskellige bands i Florida. I 1948 flyttede han til Seattle hvor han lavede bandet ”McSon Trio” som kom til at hedde ”Maxine Trio” senere.

## Historie
I 1949 begyndte han at indspille sin musik. Det første indspillede nummer er ”Confession Blues”, som blev nummer 2 på ”rhythm´n blues hitlisten” det samme år. I de næste par år var der rigtigt mange succeser blandt andet: ”Baby let me hold your hand”, ”Kiss me baby”, I´ve got a woman” og Drown in my own tears”. 
Ray Charles kontrakt med pladeselskabet Atlantic udløb i 1960, men så skrev han kontrakt med ABC-Paramout i stedet for. Selvom mange af hans numre var skrevet i rhythm´n blues stilen begyndte han mere og mere at spille country og pop-musik de følgende år. 
Ligesom mange andre kunstnere har Ray Charles haft gode og dårlige perioder. I 1965 blev han anholdt for besiddelse af heroin. Alligevel kunne han holde sin karriere kørende fordi han var så populær, og i 1980 optrådte han i en film (”The Blues Brothers”), hvor han spillede rollen som en sælger og ejer af musikbutikken Ray´s Music Exchange, hvor han sang Shake Your Tailfeather.
Ray Charles har været en meget stor mand. I alt i perioden 1960-1966 vandt han 12 grammyer. Han var også i Danmark i 2003 hvor han optrådte i Tivoli under jazzfestivallen. Hans indflydelse i musikhistorien har været stor, og det er ikke uden grund at man kalder ham for soulens fader. Ray Charles døde 73 år gammel den 10. juni 2004 i sit hjem i Beverly Hills i USA i forbindelse med en leversygdom.
Der er lavet en biografi om Ray Charles i filmen Ray, hvor Jamie Foxx har hovedrollen som Ray Charles. Ray er historien om Ray Charles som førte de forskellige musikgenre sammen f.eks. ved at blande kirkens Gospel med Blues. Det er også historien om at være sort i 50érne og 60érnes USA og om at være blind siden sin barndom og til sidst blive afhængig af narkotika. 

## Personligt
Ray Charles har været gift 2 gange, og han er far til 12 børn med i alt 10 forskellige kvinder. Først var han gift med Eileen Williams den 31. juli 1951-1952, men fik dog ingen børn med hende.
Hans andet ægteskab var med Della Beatrice Howard Robinson, et ægteskab der holdt i 22 år. De fik 3 børn sammen.[kilde mangler]

## Diskografi
- "I Got a Woman" (1954)
- "What'd I Say" (1959)
- "Georgia on My Mind" (1960)
- "Hit the Road Jack" (1961)
- "One Mint Julep" (1961)
- "Unchain My Heart" (1961)
- "I Can't Stop Loving You" (1962)

## Udvalgte hits
- Baby, Don't You Cry
- Crying Time
- Georgia on My Mind
- Hit the Road Jack
- I Can't Stop Loving You
- Swanee River Rock
- You Are My Sunshine
- I Got a Woman
- Mess Around

What'd I Say(single):
Optaget den 18. februar 1959
Udgivet den 13. juli 1959
Genre R&B
Længde 6:30
Pladeselskab Atlantic
Historien:
Ray Charles var ude at spille på en Milwaukee natklub. Han havde lige spillet den sidste sang ”The Night Time(is the right time)”, da han fik at vide at der stadig var 12 min tilbage. Han besluttede at spille et endnu ikke færdigt nummer ” What'd I Say”. Han sagde til sit band og en kvindelig sanger (Realettes) bare at spille med. Sangen begyndte med et latin inspireret tromme beat og et keyboard riff, før Ray begyndte at improviserer en sangtekst. Sangen hedder What'd I Say, men Ray har altid insisteret at sangens navn er What I Say, som faktisk er hvad han synger i sangen.
Hør en prøve på Ray's musik What'd I Say (i Ogg Vorbis-format).